# Стрижак Володимир Степанович
Володимир Степанович Стрижак (12 грудня 1911 — 30 грудня 1983) — радянський офіцер-артилерист, Герой Радянського Союзу (1943), учасник німецько-радянської війни.

## Біографічні відомості
Народився 29 листопада 1911 в селі Нововоронцовка (нині селище міського типу в Херсонській області України) у селянській родині. Українець. Закінчив Нововоронцовський сільськогосподарський технікум. Працював старшим агрономом на МТС у Краснодарському краї.
Проходив службу в Червоній Армії в 1933-35 роках. У 1935 році закінчив командирські курси.
З червня 1941 року знову призваний до лав РСЧА. На фронтах німецько-радянської війни із 1942 року.
Командир батареї 205-го гвардійського гарматного артилерійського полку гвардії капітан Володимир Стрижак в числі перших із важких бригад вийшов до Дніпра, швидко розгорнувши свою батарею артилерійським вогнем сприяв форсуванню річки стрілецькими підрозділами.
25 вересня 1943 гвардії капітан Стрижак переправився в районі села Страхолісся (Іванківський район Київської області України) на правий дніпровський берег і, перебуваючи в бойових порядках піхоти, по радіо коригував вогонь гармат. Був поранений, але не залишив поля бою.
17 жовтня 1943 року гвардії капітану Стрижаку Володимиру Степановичу присвоєно звання Героя Радянського Союзу з врученням ордена Леніна і медалі «Золота Зірка» (№ 1913).
З 1946 року капітан В.С. Стрижак у запасі. Працював директором Усть-Лабинської МТС Краснодарського краю, директором Виселківського цукрового заводу Краснодарського краю. Помер 30 грудня 1983 року. Похований в станиці Виселки Краснодарського краю.